# Bad Wimpfen
Bad Wimpfen (MAF: /baːt ˈvɪmp͡fn̩/, posłuchajⓘ) – miasto uzdrowiskowe w Niemczech, w kraju związkowym Badenia-Wirtembergia, w rejencji Stuttgart, w regionie Heilbronn-Franken, w powiecie Heilbronn. Leży nad Neckarem, ok. 10 km na północ od Heilbronn, przy drodze krajowej B27 i linii kolejowej Stuttgart–Mannheim.

## Galeria

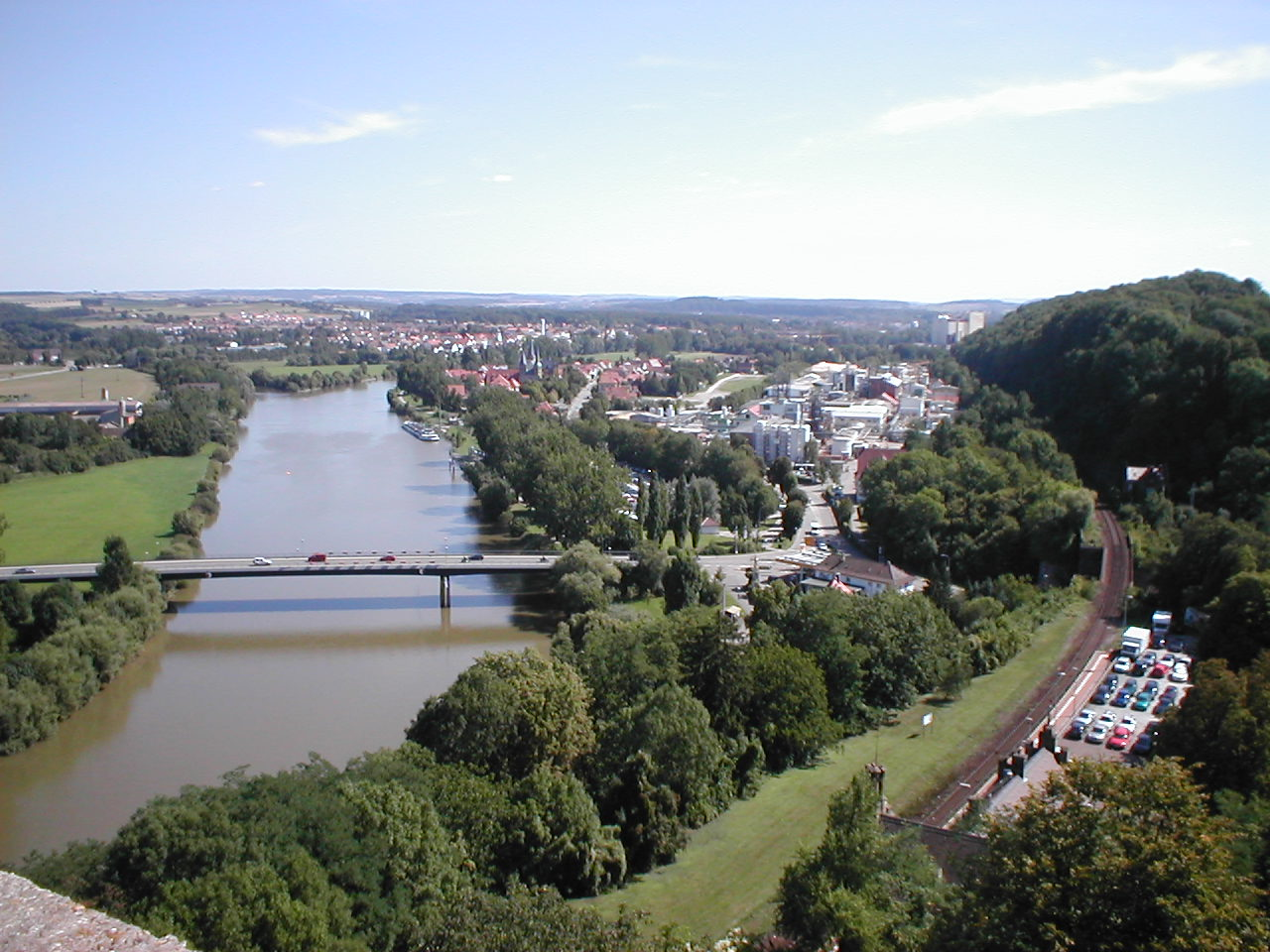
Dolina Neckaru
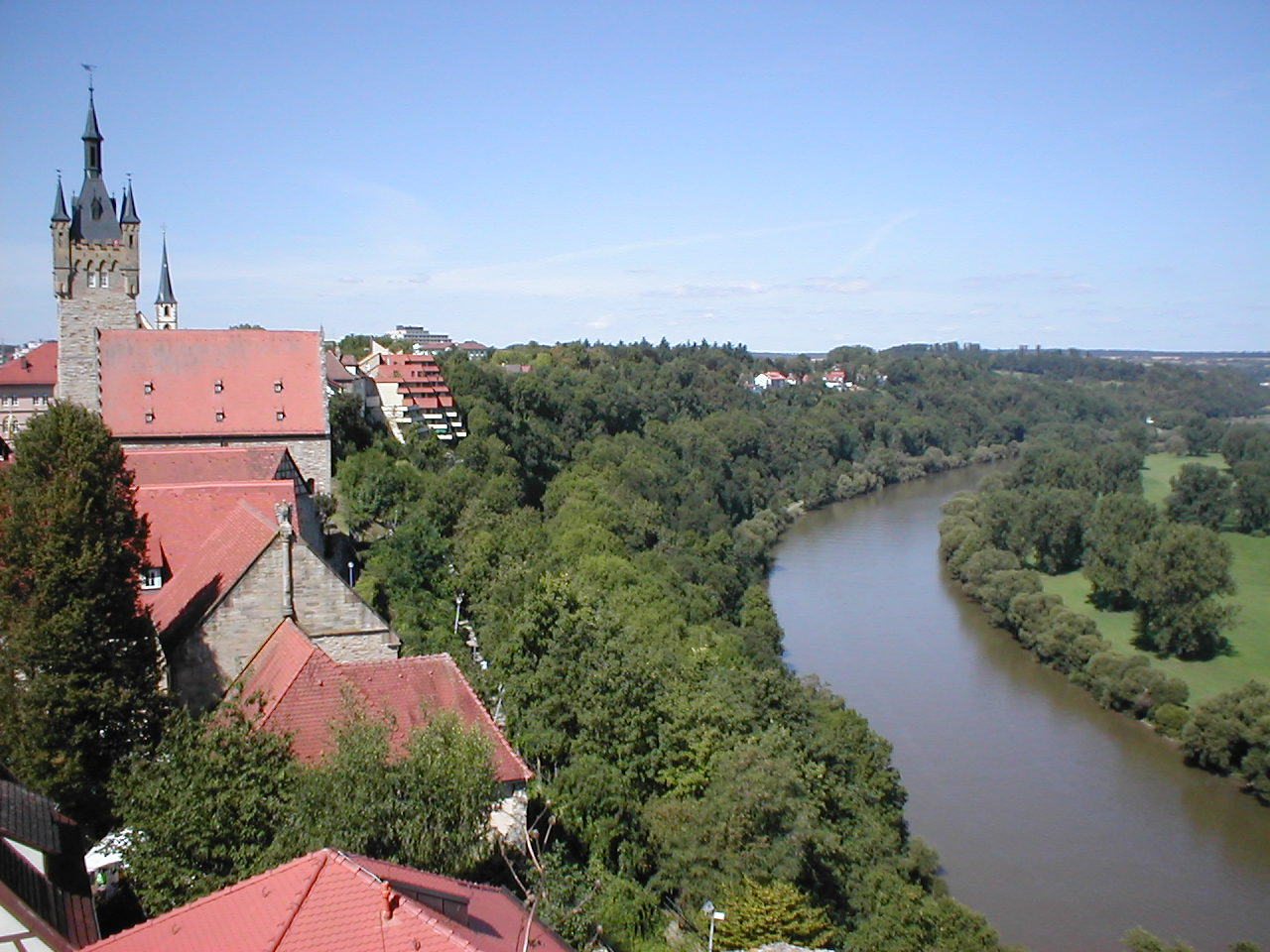
Widok na miasto
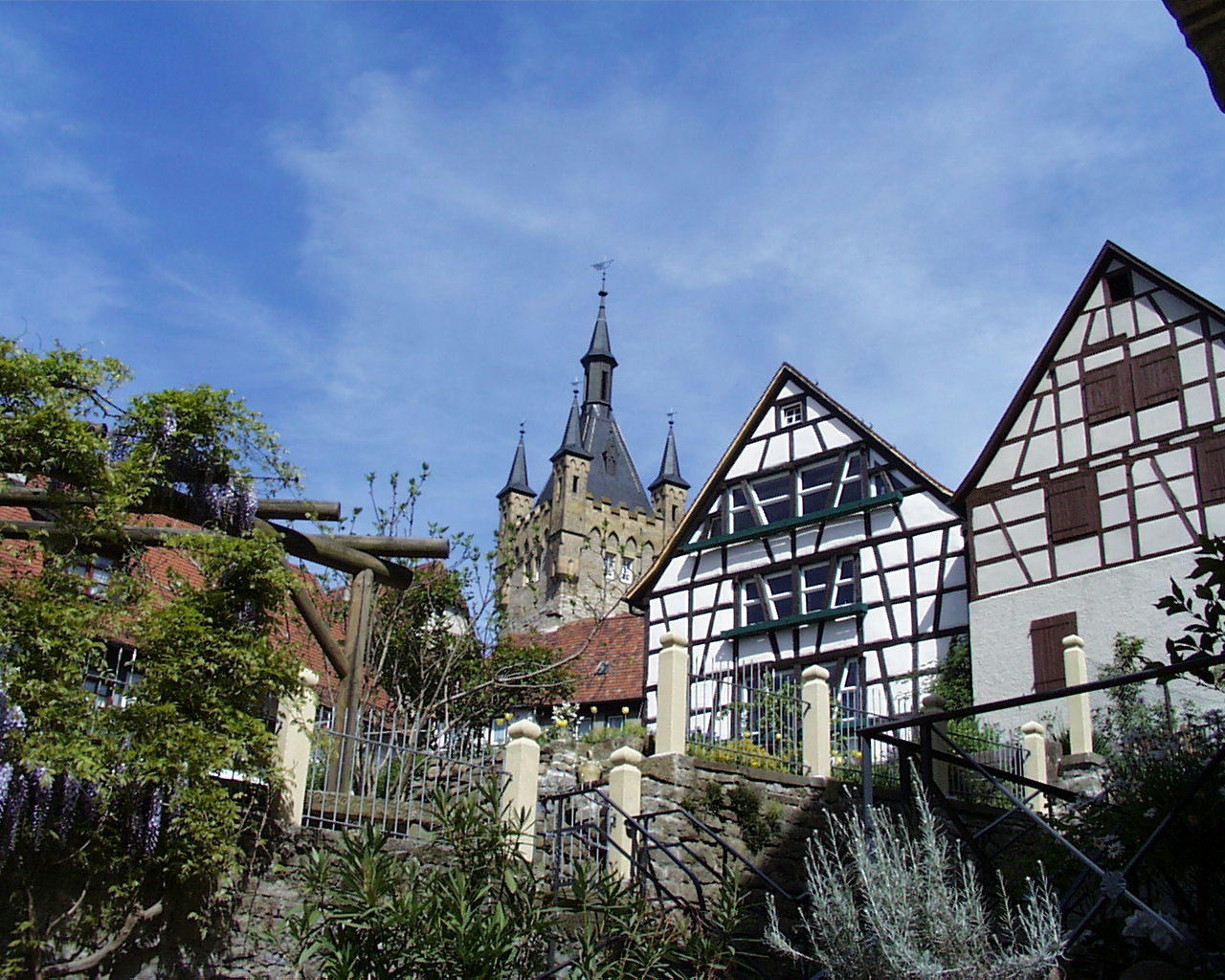
Uzdrowisko

## Współpraca
- Francja: Servian
- Węgry: Sopron